# Autograph
Autograph est un groupe américain de hard rock, originaire de Pasadena, en Californie. Considéré comme de véritables vedettes outre-Atlantique au firmament de leur carrière ils ne seront connus en Europe que 20 ans plus tard grâce au jeu vidéo Grand Theft Auto: Vice City qui fera connaître le tube Turn Up the Radio alors que ce titre s'était vendu à 700 000 exemplaire en 1984.

## Historique

### Débuts (1983–1987)
Le groupe se forme en 1983 avec Steve Plunkett, ancien guitariste du groupe Silver Condor. Il est accompagné de Steve Lynch à la guitare, ancien membre des groupes Looker, Savoy Brown et Greg Lake. Le bassiste Randy Rand connait Plunkett depuis leur passage dans le groupe Wolfgang, à Pasadena. Le claviériste Steve Isham ajoute un effet musical pop au groupe. Le batteur Keni Richards et Plunkett se connaissent depuis qu'ils jouent ensemble dans le groupe John Doe. Richards, qui connait David Lee Roth, chanteur de Van Halen, mène à la percée du groupe. Autograph se consacre à l'enregistrement de démo, et David Lee Roth donne l'occasion au groupe de partir en tournée avec Van Halen. Le groupe apparaît dans l'album 1984 où il effectue 48 concerts. Autograph finit par décrocher un contrat avec la maison de disques RCA Records.
À ce moment, le groupe entre en studio pour enregistrer leur album Sign In Please, publié en octobre 1984. L'album engendre peu d'engouement, mais le single Turn Up the Radio devient un grand succès. Ironiquement, la chanson était intégrée à la dernière minute à l'album. Ce dernier est plus tard certifié disque de platine. Le single Turn Up the Radio est nommé dans la catégorie de « guitare solo de l'année » par le magazine Guitar Player Magazine en 1985. Leur deuxième album, That’s the Stuff, est publié en 1985. Le groupe part ensuite en tournée avec Mötley Crüe et Heart. Leur troisième album, Loud and Clear est publié au printemps 1987. Malgré le tournage d'un clip vidéo avec Ozzy Osbourne et Vince Neil de Mötley Crüe, l'album n'est pas un grand succès à cause d'un manque considérable de publicité qui devait être fait par leur maison de disques.

### Post-séparation (1988-2012)
En 1988, le groupe se sépare de RCA Records. Le claviériste Isham quitte le groupe, mais ne sera pas remplacé ; le groupe tente de continuer tant bien que mal sans morceaux de clavier. Ils se lancent dans l'enregistrement d'un nouvel album, mais ce dernier ne sera jamais terminé, le groupe n'ayant trouvé aucun label. Richards quitte également le groupe à cette période. Il est remplacé par Eddie Cross ; le groupe entreprend ensuite une courte tournée et effectue quelques enregistrements. Un nouveau contrat d'enregistrement avec Epic Records est proposé à la dernière minute, mais le groupe ne signe pas et se sépare après six ans d'activité.
Steve Plunkett forme Autograph v2.03 en 2002, avec une nouvelle formation, et publie l'album intitulé Buzz en 2003.

### Réunion (depuis 2013)
Le groupe annonce son retour en 2013. Steve Plunkett ne cherchait pas à revenir, et a donc été remplacé par Simon Daniels. Depuis 2014, le groupe joue dans plusieurs concerts incluant le Monsters of Rock Cruise, M3 Rock Festival, The Moondance Jam, The Halfway Jam, Firefest UK, Rockin the Rivers, The Iowa State Fair.
Le 15 janvier 2015, ils publient un premier single sur iTunes, You are Us, We are You. Le 21 avril 2015, ils publient leur second single I Lost My Mind in America. En juillet 2015, le groupe est invité au USA Today après un concert au Halfway Jam Rock Festival. Le 23 septembre 2015, le groupe publie son troisième single, Every Generation. Le 7 janvier 2016, un EP cinq titres intitulé Louder est publié.
Le 12 avril 2017, Steve Lynch annonce le décès de Keni Richards à l'âge de 60 ans sur le compte twitter du groupe. De récentes informations permettent de préciser les circonstances exactes du décès de Keni Richards, c'est-à-dire un assassinat commis le 8 avril 2017 sur fond d'usage et de trafic de stupéfiants.

## Style musical
Paul Suter décrit le style musical du groupe sous le terme « high-energy pop-metal ». Oliver Clamping appelle leur style « heavy pop rock ». Metal Star définit le style musical du groupe sous le terme de « melodic charts hardrock ».

## Discographie

### Albums studio
- 1984 : Sign in Please[15], certifié disque d'or aux États-Unis par la RIAA, classé no 29 du Billboard 200 le 30 mars 1985[16]
- 1985 : That's the Stuff[17], classé no 92 du Billboard 200 le 21 décembre 1985[18]
- 1987 : Loud and Clear[19], classé no 108 du Billboard 200  le 23 mai 1987[20]
- 2003 : Buzz[21]

### Compilations
- 1997 : Missing Pieces
- 2004 : More Missing Pieces
- 2011 : The Anthology (double CD contenant de nombreuses maquettes inédites)

## Bandes son
- Fright Night (VF : Vampire, vous avez dit vampire ?) et A Nightmare on Elm Street 2: Freddy's Revenge : You Can't Hide from the Beast Inside, titre inédit
- Like Father, Like Son : She Never Looked that Good for me
- Youngblood : Winning Is Everything